# Žichovice
Žichovice (en allemand : Schichowitz) est une commune du district de Klatovy, dans la région de Plzeň, en République tchèque. Sa population s'élevait à 647 habitants en 2021.

## Géographie
Žichovice est arrosée par la rivière Otava, un affluent de la Vltava, et se trouve à 8 km au sud-ouest de Horažďovice, à 29 km au sud-est de Klatovy, à 56 km au sud-sud-est de Plzeň et à 108 km au sud-ouest de Prague.
La commune est limitée par Rabí au nord-ouest et au nord, par Hejná au nord-est, par Nezamyslice à l'est, par Domoraz au sud, et par Čímice à l'ouest.

## Histoire
La première mention écrite de la localité date de 1045.

## Galerie

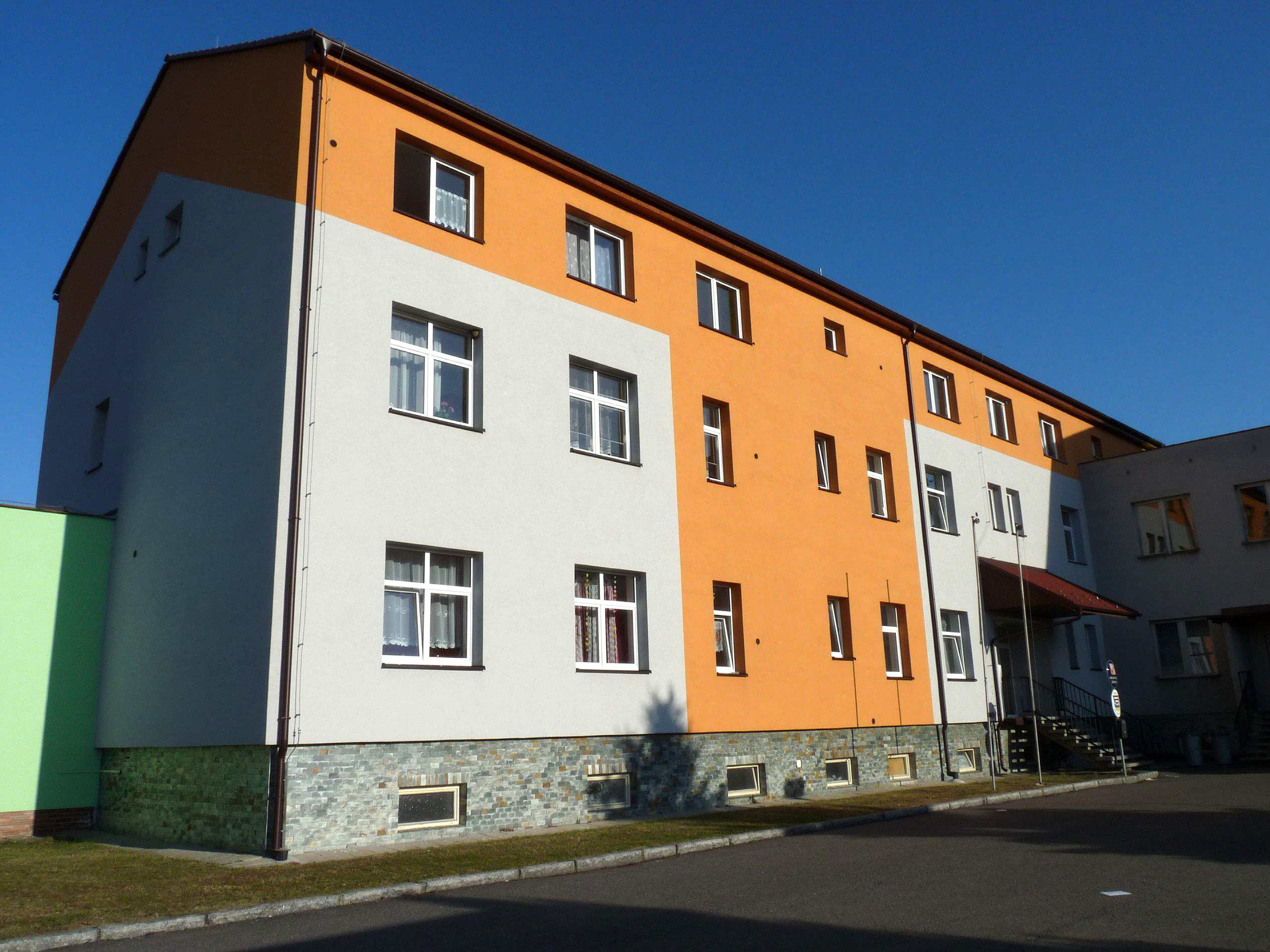
Žichovice : la mairie.
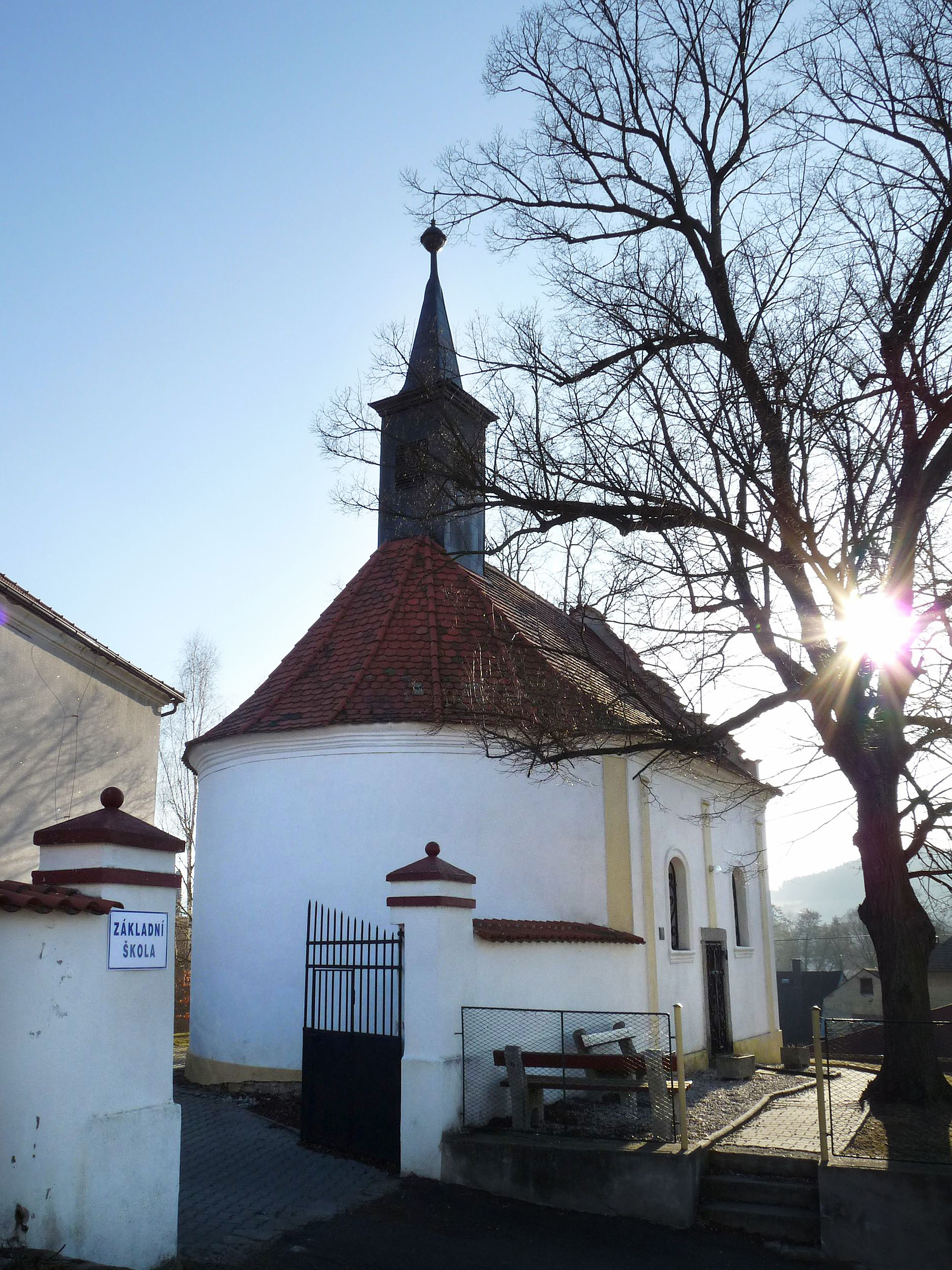
Chapelle Saint-Aloïs.
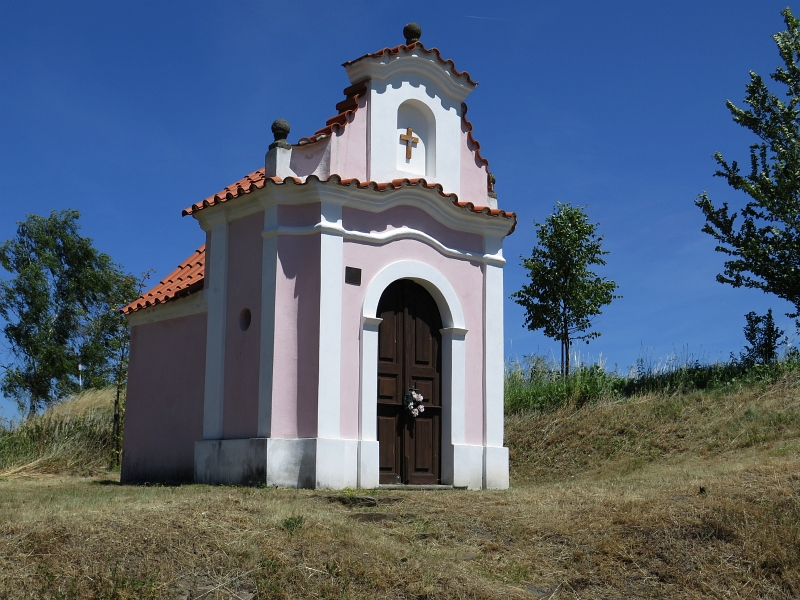
Chapelle Saint-Adalbert.

## Transports
Par la route, Žichovice se trouve à 11 km de Horažďovice, à 35 km de Klatovy, à 71 km de Plzeň et à 134 km de Prague.